# Big beat
Big beat ou Big Beat (também conhecido como Brit Hop, Amyl House e Chemical Beats) é um estilo de música eletrônica caracterizado por aceleradas batidas de Hip Hop juntamente com batidas de Funk, podendo incluir distorções de riffs de guitarras.
Os principais expoentes desse estilo são The Chemical Brothers, Fatboy Slim, The Crystal Method e The Prodigy.
Uma das mais importantes gravadoras desse estilo é a Moonshine.
A primeira coletânea de Big Beat foi a Hardhop Tripno. O nome é uma combinação de Hard Techno com Trip Hop, dois estilos que muito influenciaram o Big Beat.
O Big Beat surgiu no Albany Club em Londres quando Tom Rowlands e Ed Simons da dupla The Chemical Brothers juntaram o Breakbeat com o tempo 4x4 da House Music. O Big Beat tem em média 145 BPMs. Mas não só de elementos da música eletrônica  contemporânea compõem este estilo. A black music também integra o que temos hoje quando no estilo citado, ficando claro influências que vão do mestre James Brown à cultura rap dos anos 90. Bandas como Bomb The Bass são consideradas os patronos do gênero, considerando tempos de conhecimento digital instantâneo e, é claro, o bom gosto que antes podera.

## Principais representantes do estilo
- Moby
- Fatboy Slim
- The Chemical Brothers
- Daft Punk
- The Prodigy
- The Crystal Method
- Propellerheads
- Bentley Rhythm Ace

## Principais selos de Big Beat
- Skint
- Wall Of Sound